# Dokapitalizowanie
Dokapitalizowanie – wzmocnienie finansowe podmiotu gospodarczego poprzez przekazanie mu dodatkowego kapitału. Może to nastąpić w formie:
- podwyższenia kapitału własnego poprzez emisję akcji, udziałów, wniesienie wkładów,
- pożyczek,
- dopłat wspólników,
- konwersję zobowiązań na kapitał własny.

Dokapitalizowania może dokonać zarówno sam podmiot, jej właściciele (udziałowcy, akcjonariusze), jak i instytucje trzecie, np. skarb państwa.